# Арки (Катанија)
Арки је насеље у Италији у округу Катанија, региону Сицилија.
Према процени из 2011. у насељу је живело 286 становника. Насеље се налази на надморској висини од 62 м.